# Ventimiglia (Adelsgeschlecht)

Stammwappen der Grafen von Ventimiglia

Ventimiglia ist der Name eines alten italienischen Adelsgeschlechts, das aus Ligurien stammt und in einer Linie in der Provence (siehe Vintimille), in einer anderen in Sizilien ansässig wurde, wo diese in den Fürstenstand aufstieg.

## Geschichte

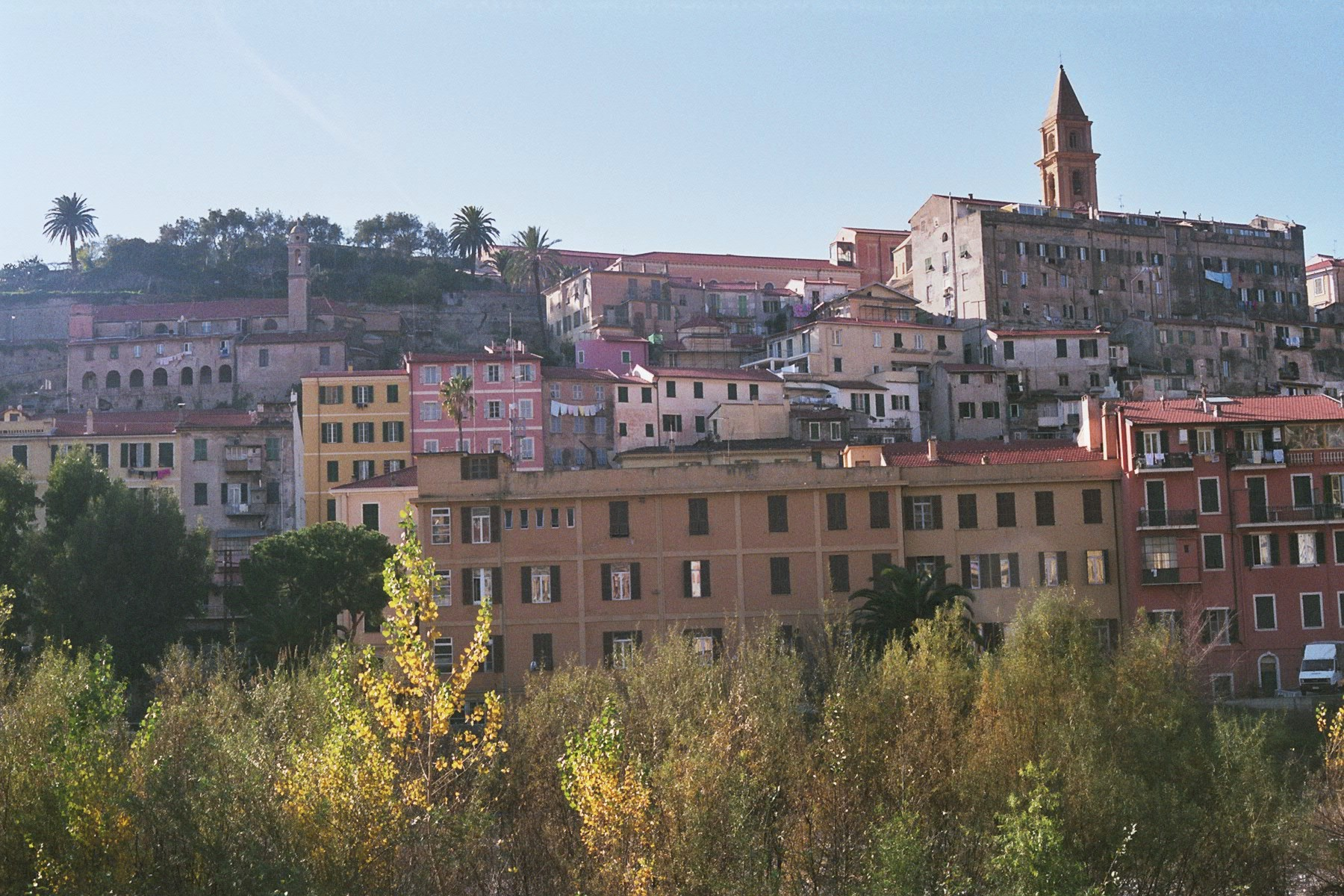
Ventimiglia

Die Familie ist nach der Stadt Ventimiglia in Ligurien benannt, welche ab dem 10. Jahrhundert der Hauptort einer unabhängigen Grafschaft war. Zu dieser Zeit gründeten die Grafen von Ventimiglia auch die Orte Apricale und Roquebrune-Cap-Martin. Um 1033 heiratete eine Elena di Ventimiglia einen Otto del Vasto aus einem Zweig der Aleramiden. 1039 wird ein Corrado, Sohn des Corrado, als Graf von Ventimiglia erwähnt. Zum Besitz gehörte der Ort Tenda. Zu Beginn des 12. Jahrhunderts errichteten sie eine Burg in Bussana Vecchia. 1146 wurden die Grafen von Ventimiglia militärisch gezwungen, sich der Oberherrschaft der Republik Genua zu unterstellen.
1258 mussten sie die westliche Hälfte der Grafschaft im Tausch gegen einige Herrschaften im heutigen Département Alpes-Maritimes (La Rochette, Collongues, Puget-Figette, Penne, Chaudol, Cadenede, Toudon, Gilette) an Karl I. von Anjou abtreten, die Grafschaft reduzierte sich danach auf die Orte Tenda, Briga, Castellar, Saorge, Breil-sur-Roya, Pigna, Rocchetta Nervina, Prelà, Gorbio, Castillon, Limone Piemonte, Vernante sowie Roquebrune-Cap-Martin, Sainte-Agnès und Bussana, ferner weite Teile des Tals von Lantosque. In der Provence bildeten sich sodann die Linien (mit dem französischen Namen Vintimille) in Turriers (1572 erloschen), in Marseille (im 18. Jahrhundert erloschen) sowie der Marquis du Luc (1777 erloschen). Die im östlichen Teil der Grafschaft Ventimiglia gelegene Herrschaft Borgomaro wurde 1218 abgetrennt und Sitz der jüngeren Linie Ventimiglia del Maro, die dann nach Sizilien ging.

### Linie Lascaris di Ventimiglia

Wappen der Lascaris di Ventimiglia

Guglielmo Pietro I., Graf von Ventimiglia und Tenda (1230–1283), erhielt von Genua seine Lehen in Roccabruna, Sainte-Agnès, Codolis, Gorbio, Castellar, Briga, Castiglione, La Menour, Quous und Val Lantosque bestätigt. Er gehörte zu den genuesischen Flottenkommandanten, die das 1204 – nach der Eroberung Konstantinopels beim Vierten Kreuzzug – errichtete Exil-Kaiserreich Nikaia unterstützten und nach der Rückeroberung von Konstantinopel 1261 das dortige Lateinische Kaiserreich beseitigten und das byzantinische Kaisertum neu begründeten, indem sie Kaiser Michael Palaiologos einsetzten, der die Laskariden aus Nikaia absetzte. Guglielmo Pietro I. di Ventimiglia wurde daraufhin mit Eudoxia Lascaris (1248–1311), der Schwester des gestürzten letzten Laskaridenkaisers, Johannes IV., verheiratet, die wie auch ihre Schwestern an Ausländer vermählt wurde, damit sie den Kindern Michaels VIII. aus der neuen Dynastie der Palaiologen keine Konkurrenz machten. Pietro und Eudoxia begründeten die ältere Linie des Hauses Ventimiglia, die sich nach dem einstigen Kaiserhaus Lascaris di Ventimiglia benannte.
Die Bekannteste dieser Linie war Beatrice († 1418), Tochter des Wilhelm Lascaris di Ventimiglia, Graf von Tenda, die 1412 den Herzog von Mailand, Filippo Maria Visconti, heiratete. 1418 wurde Beatrice unter dem Vorwurf des Ehebruchs mit Michele Orombelli verhaftet und auf der Burg Binasco enthauptet. Ihr tragisches Schicksal wurde 1833 in der Oper Beatrice di Tenda von Vincenzo Bellini verarbeitet.
Mit Anna Lascaris (1487–1554) fiel die Grafschaft Tenda 1509 an deren Ehemann Renato von Savoyen, einen natürlichen Sohn Philipps II. von Savoyen, jedoch blühten noch weiterhin die Familienzweige der Lascaris di Ventimiglia in Briga, Gorbio und Castellar. Mit Jean de Lascaris-Castellar (1560–1657) stellten sie einen Großmeister des Malteserordens. Die Linie erlosch 1838 mit Agostino Lascaris.

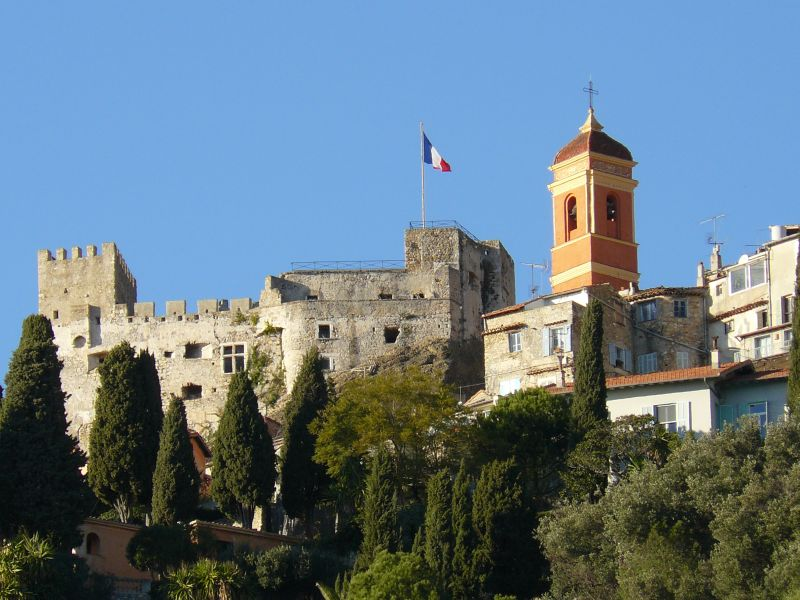
Burg Roquebrune-Cap-Martin
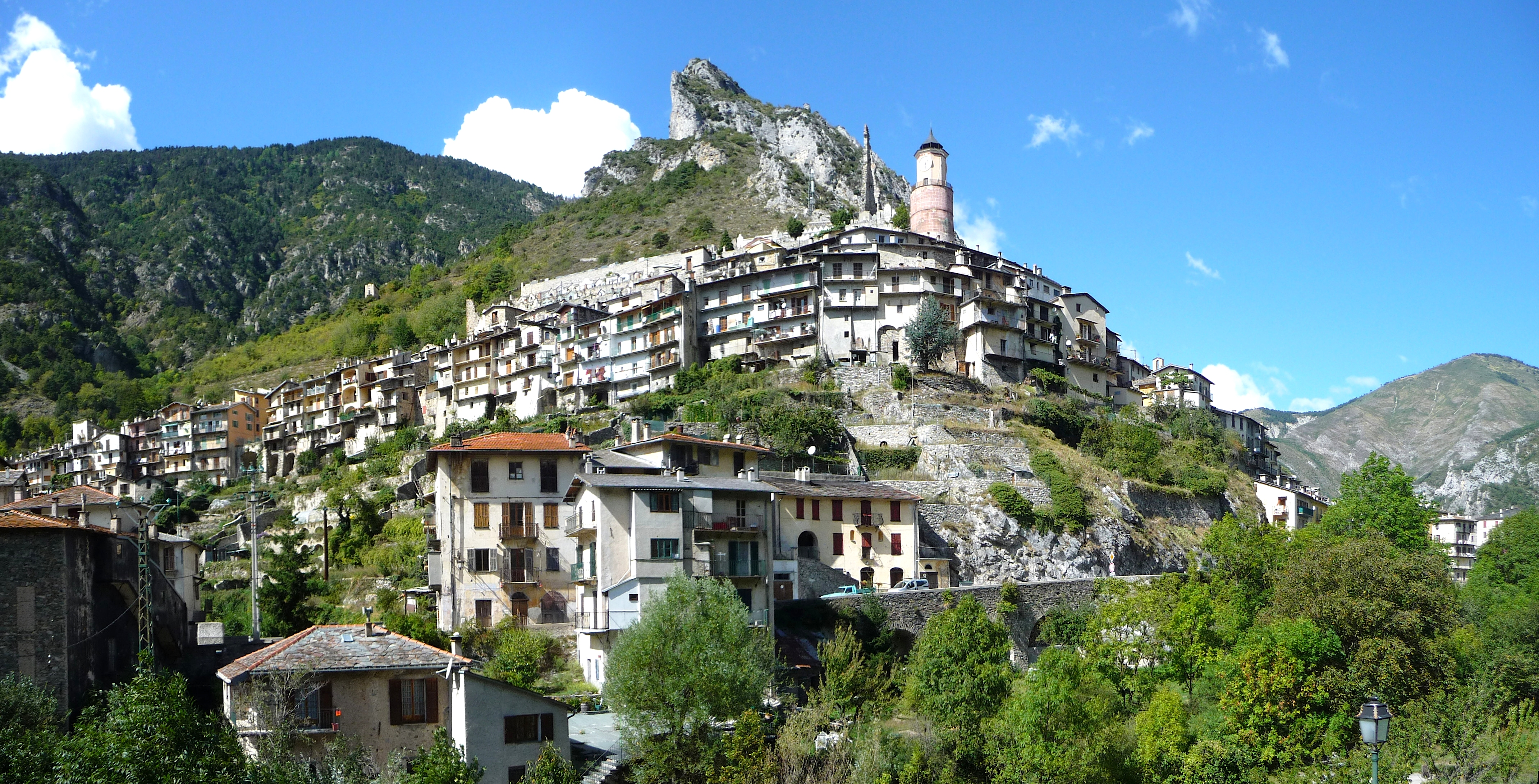
Tenda (mit Ruine der Lascaris-Burg aus dem 13. Jh.)
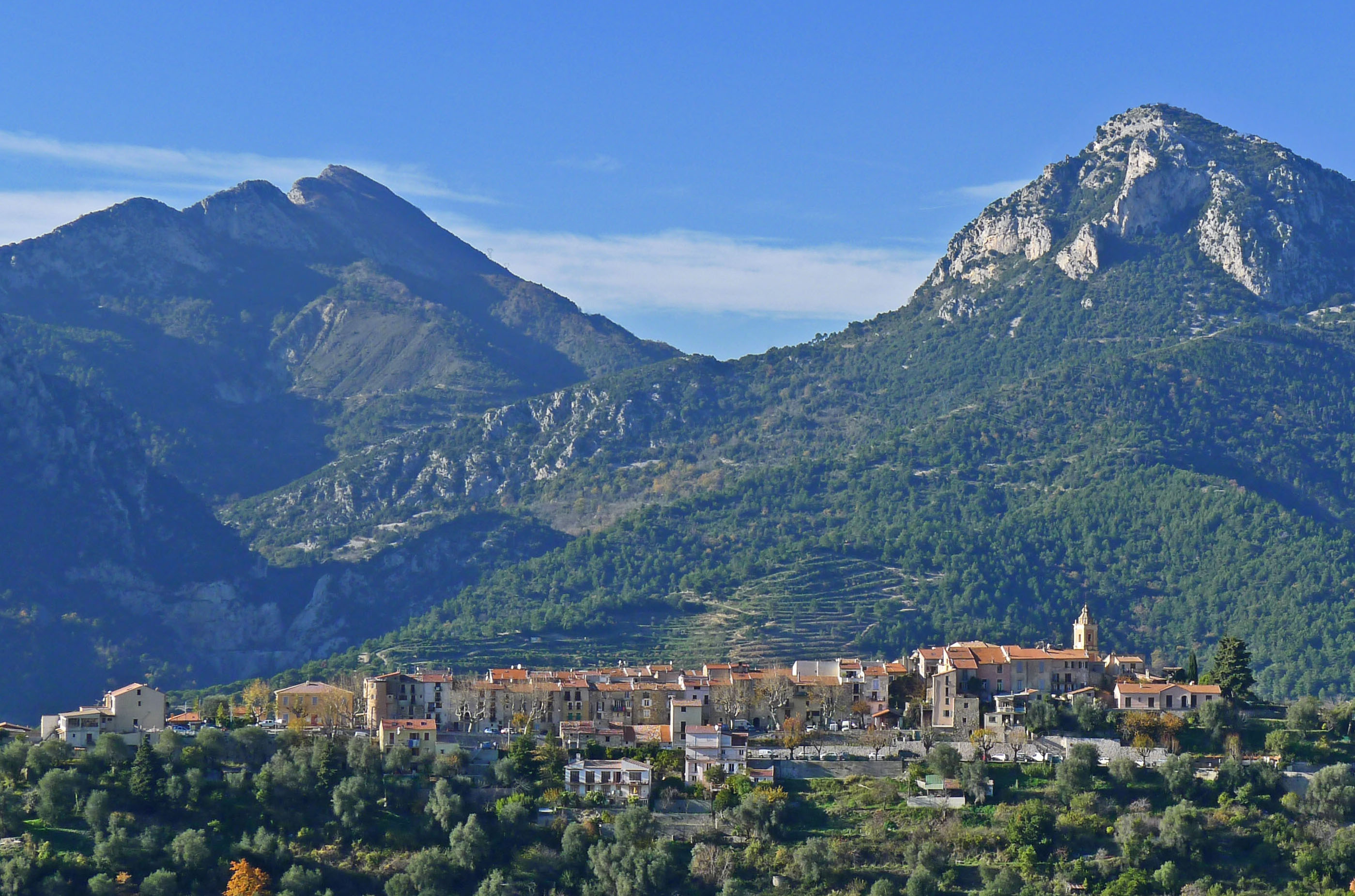
Castellar
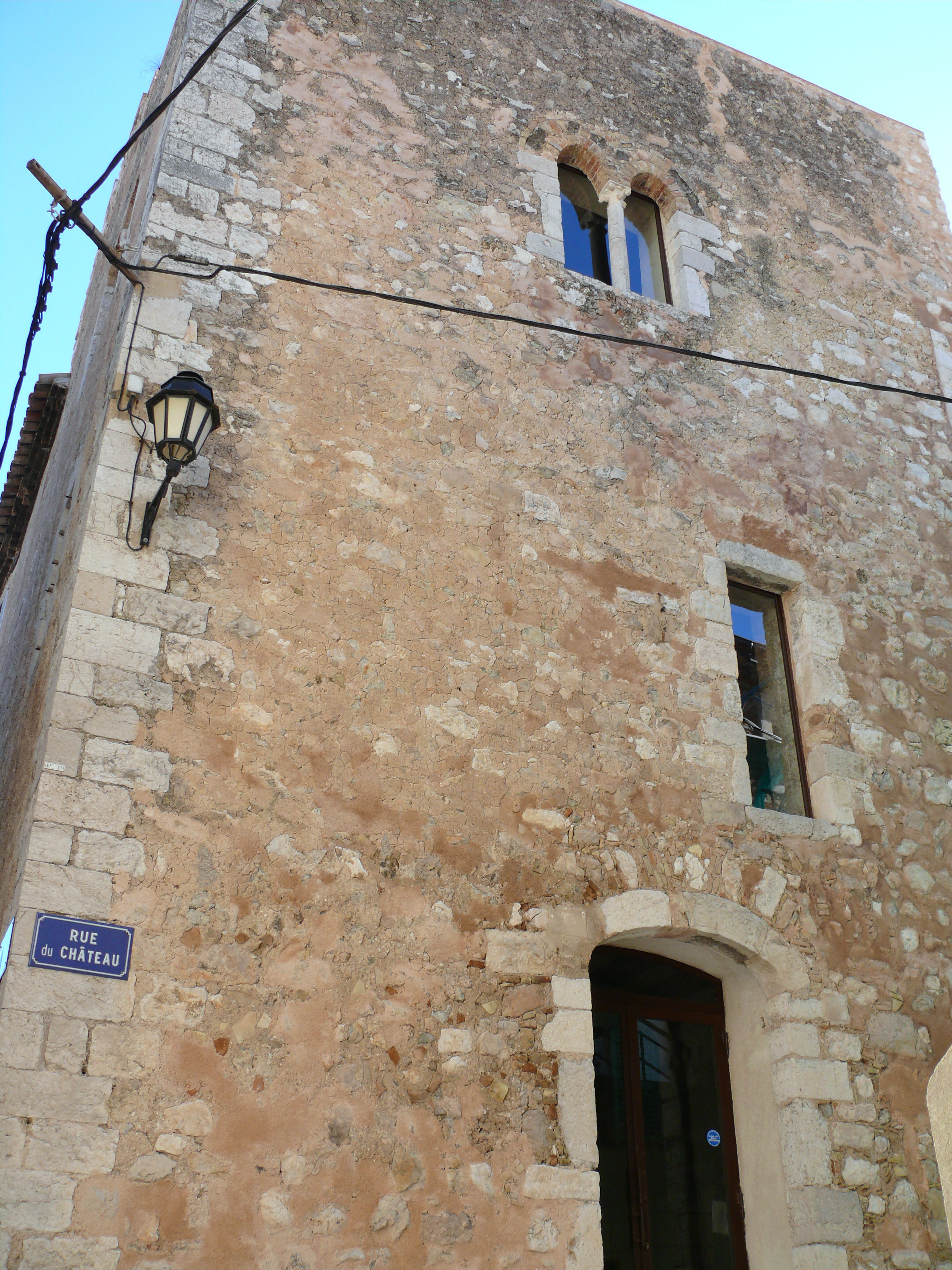
Lascaris-Turm in Gorbio
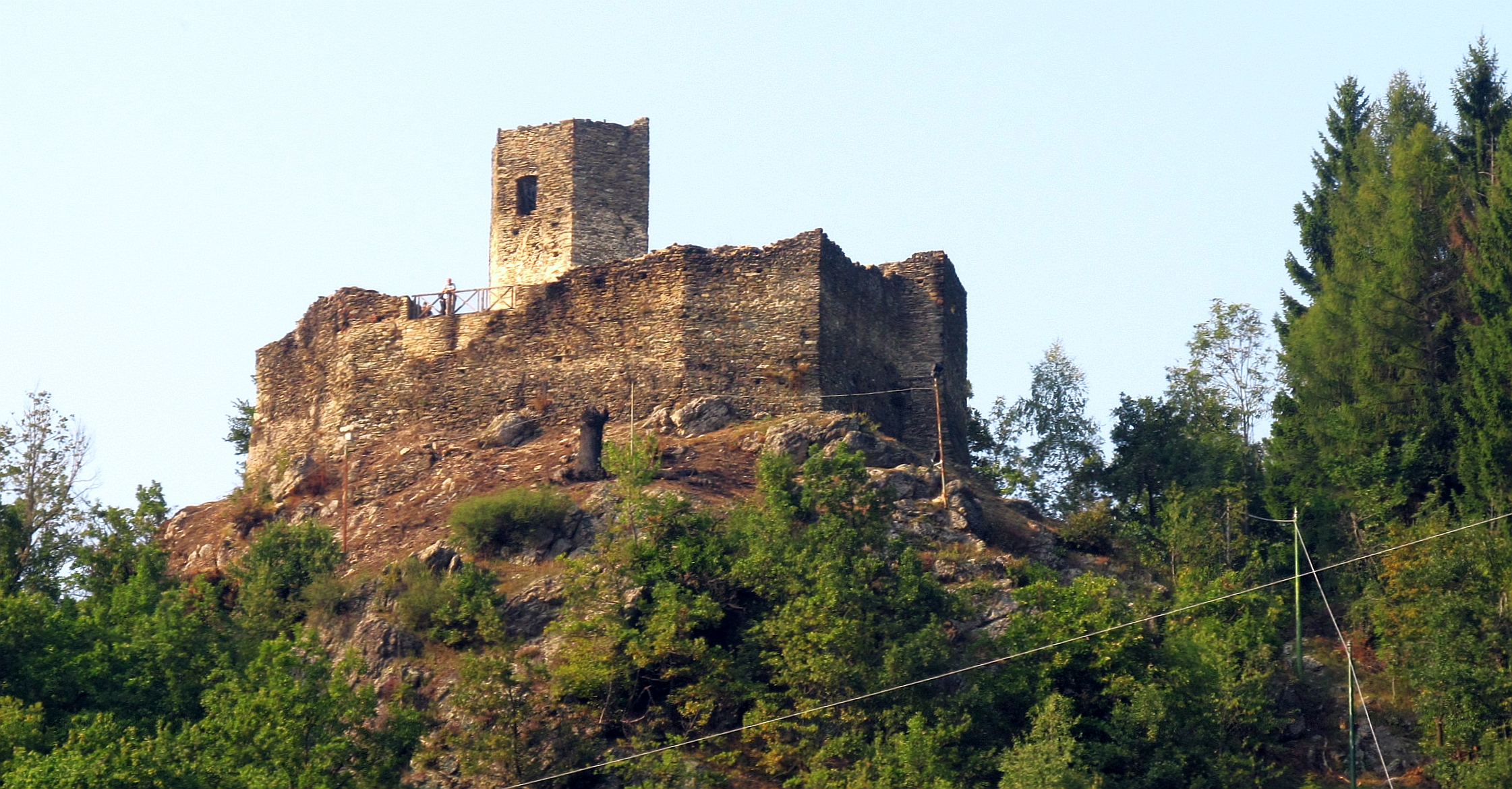
Burg Vernante
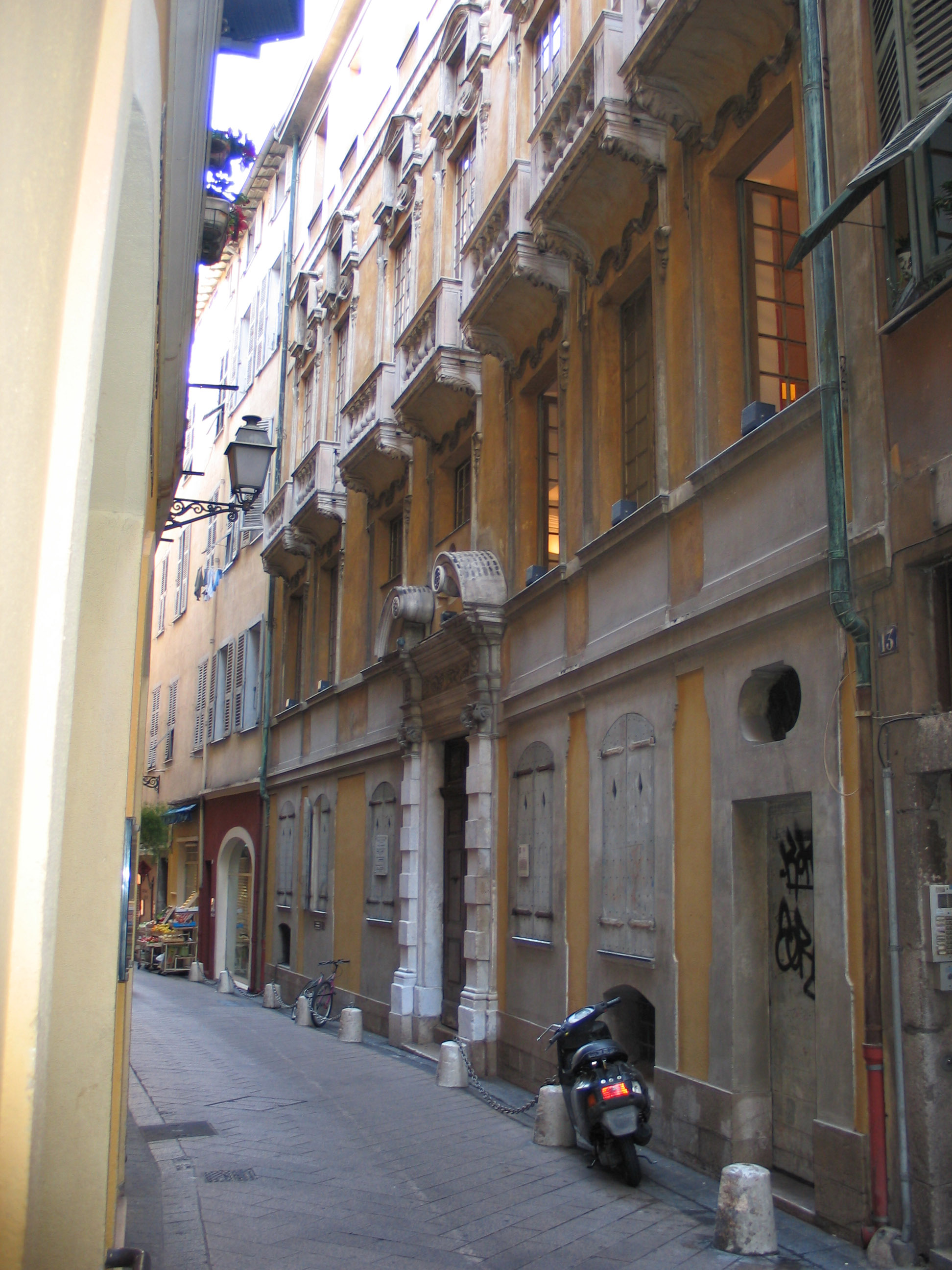
Palais Lascaris in Nizza
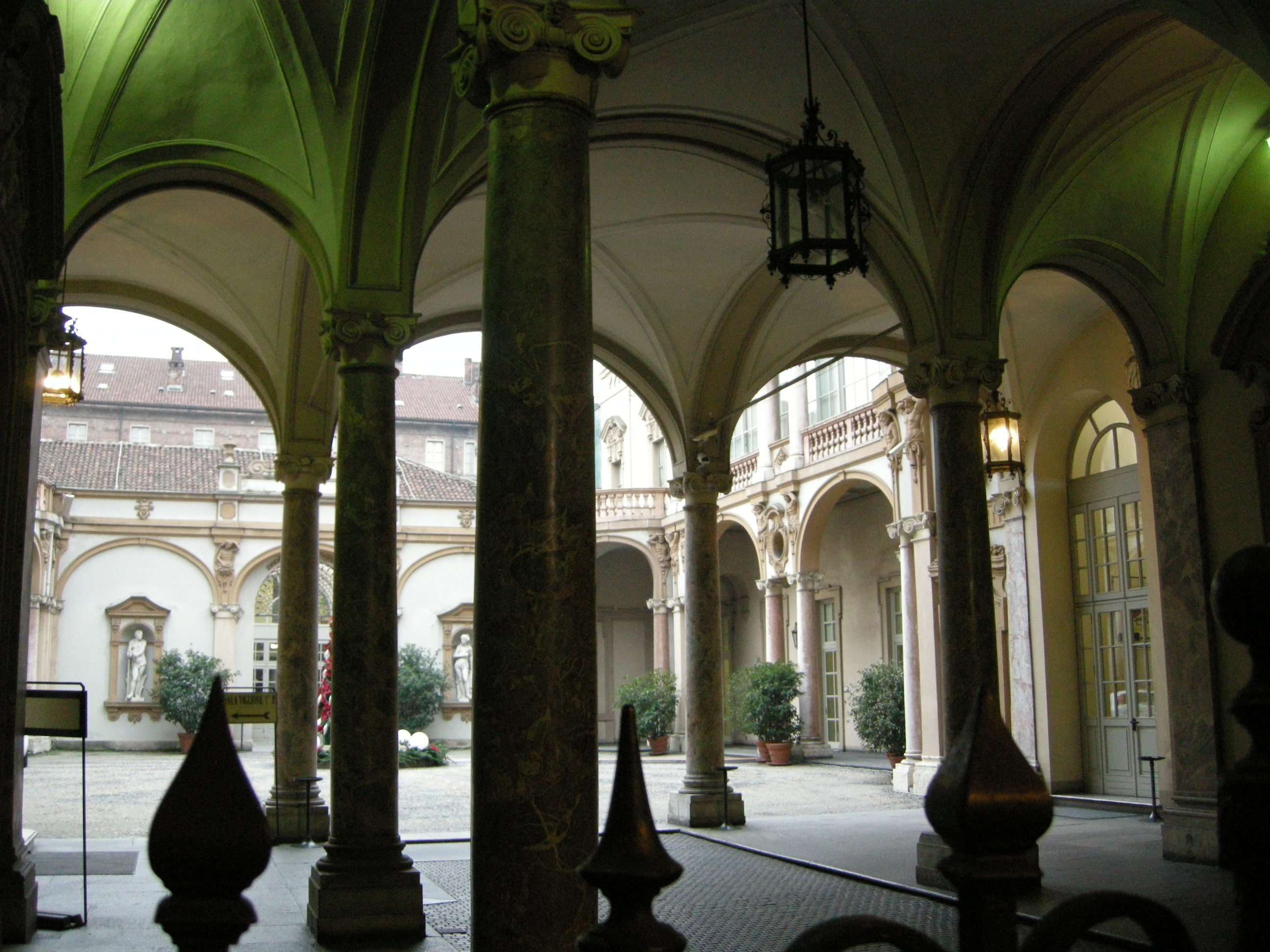
Palais Lascaris di Ventimiglia in Turin

### Linie Ventimiglia del Maro

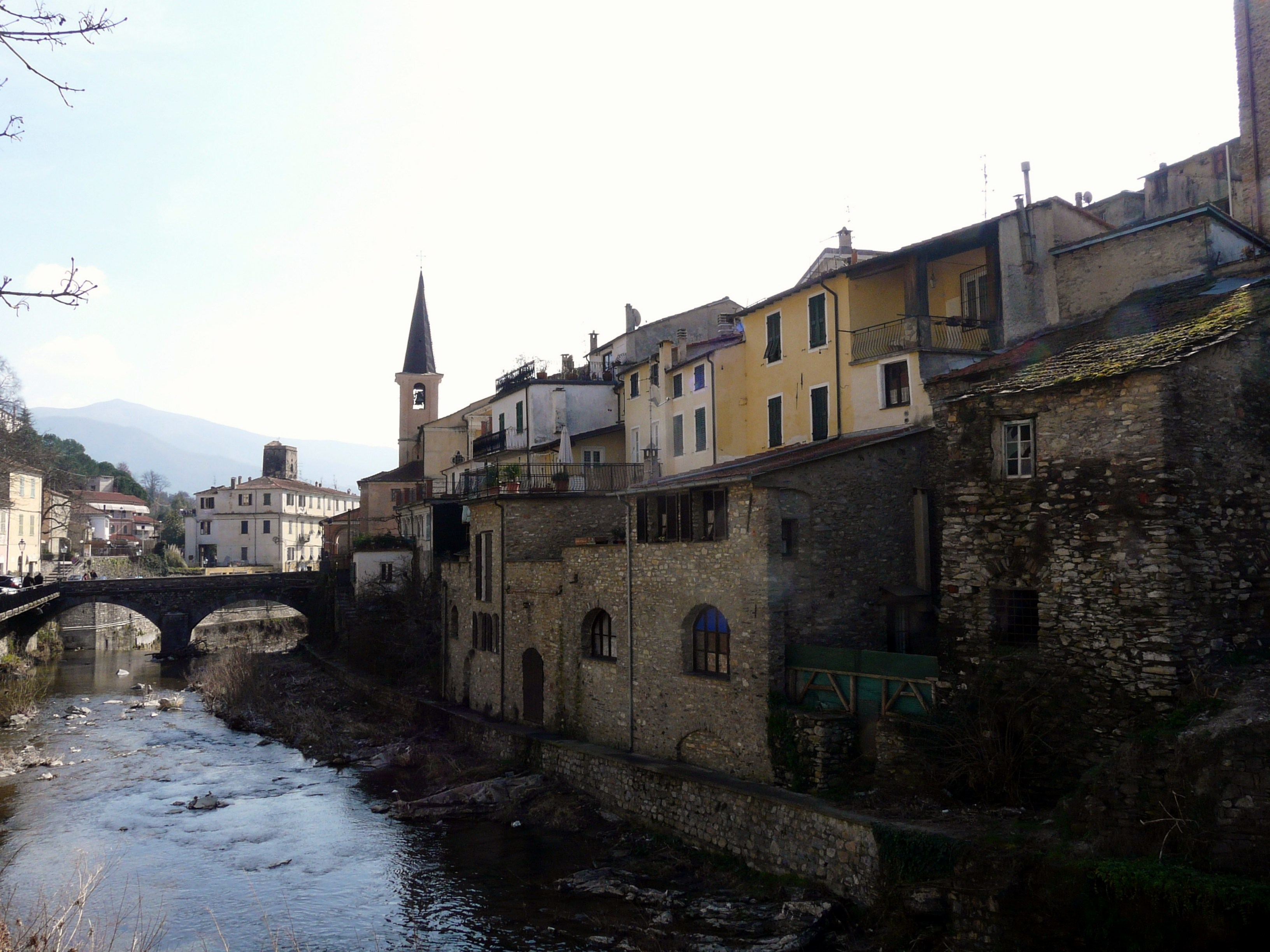
Borgomaro, Ligurien

1218 erbt Graf Enrico I. di Ventimiglia die Herrschaft Borgomaro im östlichen Teil der Grafschaft Ventimiglia und begründet damit die jüngere Linie Ventimiglia del Maro. Diese besaß ein Handelshaus in Genua und erwarb mit Enrico II. (1230–1308), Gefolgsmann Manfreds von Sizilien, Handelsniederlassungen in Sizilien, blieb aber bis zum 15. Jahrhundert auch in Ligurien ansässig. Enrico II. heiratete Isabella, Gräfin von Ischia und Geraci aus einer Seitenlinie des normannisch-sizilischen Königshauses der Hauteville, wodurch diese Besitzungen an die Ventimiglia fielen. Das Paar verlegte seinen Wohnsitz von Ligurien nach Cefalù auf Sizilien, wo sie sich einen Stadtpalast im normannisch-romanischen Stil, den Osterio Magno errichteten, der bis zu seinem Verkauf 1602 im Familienbesitz blieb. Enrico II. gehörte zu den Hauptorganisatoren der Sizilianischen Vesper 1282.

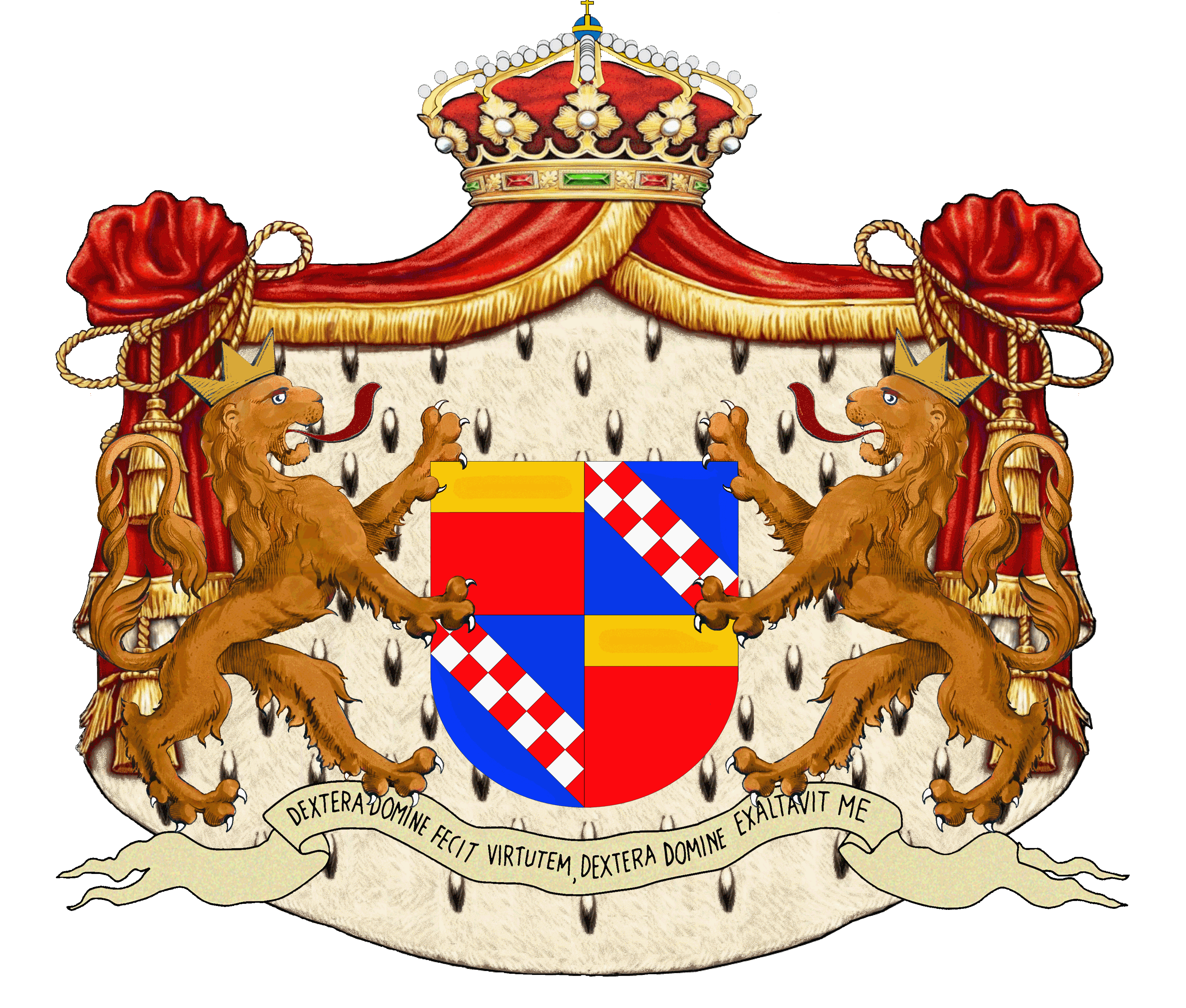
Wappen der Ventimiglia di Geraci

Von den im 13. Jahrhundert lebenden Brüdern Filippo I. und Otto IV., Grafen von Ventimiglia del Maro, stammen die beiden Zweige dieser Linie ab:
- Die (seit 1258) Grafen und späteren Markgrafen von Geraci, seit 1595 auch Fürsten von Castelbuono und Fürsten von Scaletta (1672 an die Familie Ruffo verkauft) – im Stammzweig der Primogenitur 1898 erloschen. Ein Seitenzweig ist im Souveränen Militärischen Malteserorden und im Heiligen Militärischen Konstantinischen Orden vom Heiligen Georg anerkannt und aufgenommen worden <Collegio Araldico (Istituto Araldico Romano) (a cura di), Libro d’Oro della Nobiltà Italiana, Edizione XXVI, Vol. XXXIV 2020–2024, Edizioni Libro d’Oro srl, Roma 2021, p. 808–809;  https://it.wikipedia.org/wiki/Ventimiglia_di_Geraci >. Als weiterer Nebenzweig (seit 1658) die Fürsten von Belmonte (als Erben der Familie Afflitto), seit 1681 Fürsten von Belmontino (als Erben der Corvino), seit 1723 auch Reichsfürsten und seit 1764 Fürsten von Grammonte (als Erben der Spinola), sowie u. a. Grafen von Naso, Barone von Castellammare del Golfo und Pettineo, Herren von Gangi, Castelluzzo, San Mauro Castelverde, Pollina, Tusa, Valdina, Villadorata, Ventimiglia di Sicilia, Sant’Anna und Buonriposo; ebenfalls erloschen und von den Monroy beerbt. Giovanni Antonio († 1483) begründete einen spanischen Seitenzweig, die Ventimiglia di Málaga, der im 18. Jahrhundert erlosch.
- Die del Bosco Ventimiglia, Grafen von Alcamo und Vicari, Herzöge von Misilmeri, Marchesi di Alimena, Barone von Prizzi und Siculiana, seit 1620 auch Fürsten von Cattolica Eraclea und von Belvedere. Der Zweig geht auf Otto V. Ventimiglia, genannt „del Bosco“, zurück, einen Sohn Raimondos und Neffen Ottos IV. Er heiratete Giovanna Abbate, deren Vater im Dienste Kaiser Friedrichs II. Burggraf von Malta war. Die del Bosco führten ein eigenes Wappen und erloschen 1721 mit Giuseppe del Bosco Sandoval, worauf Titel und Erbe an die Familie Bonanno di Roccafiorita fielen.

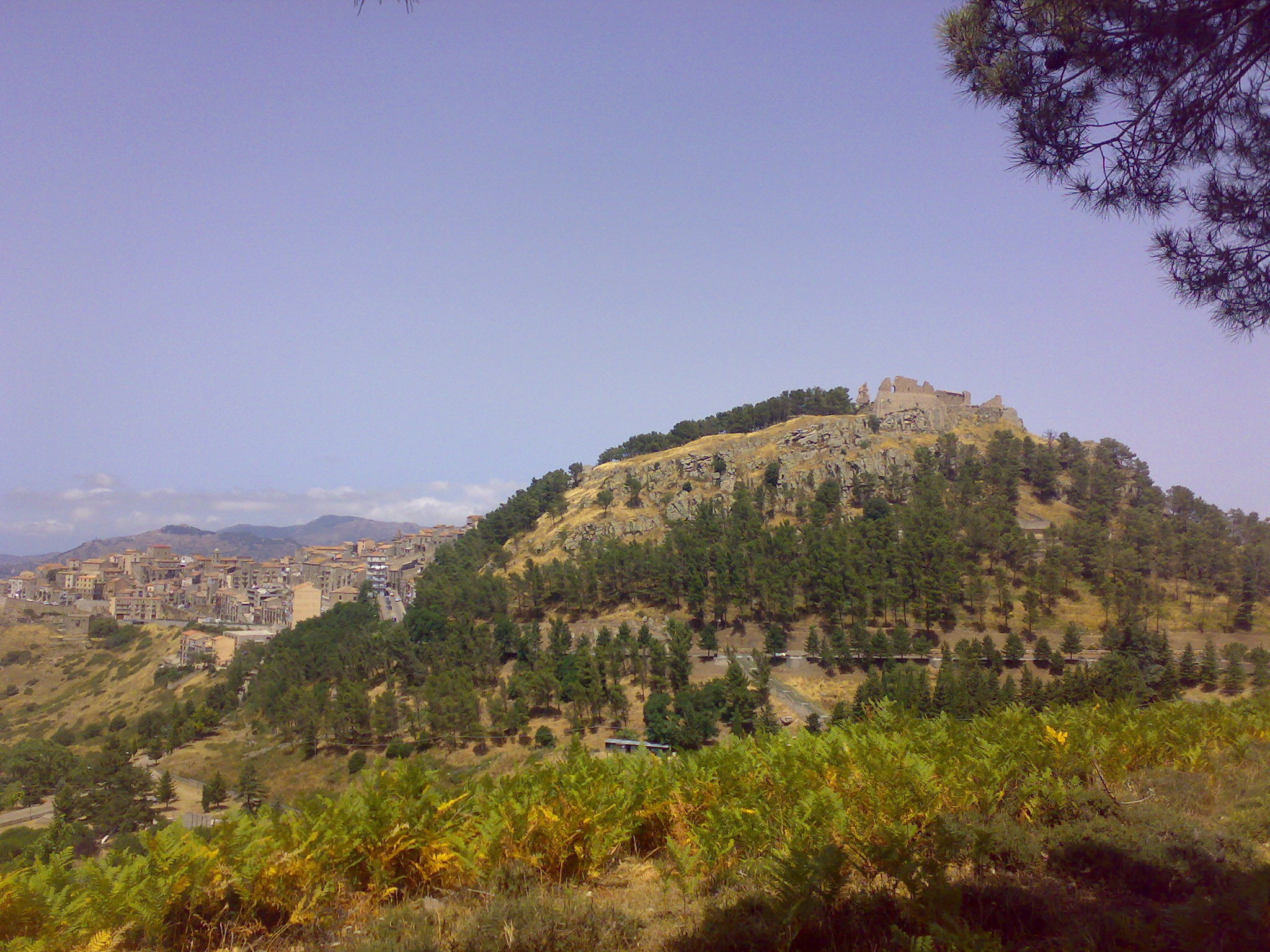
Burg Geraci Siculo, Sizilien
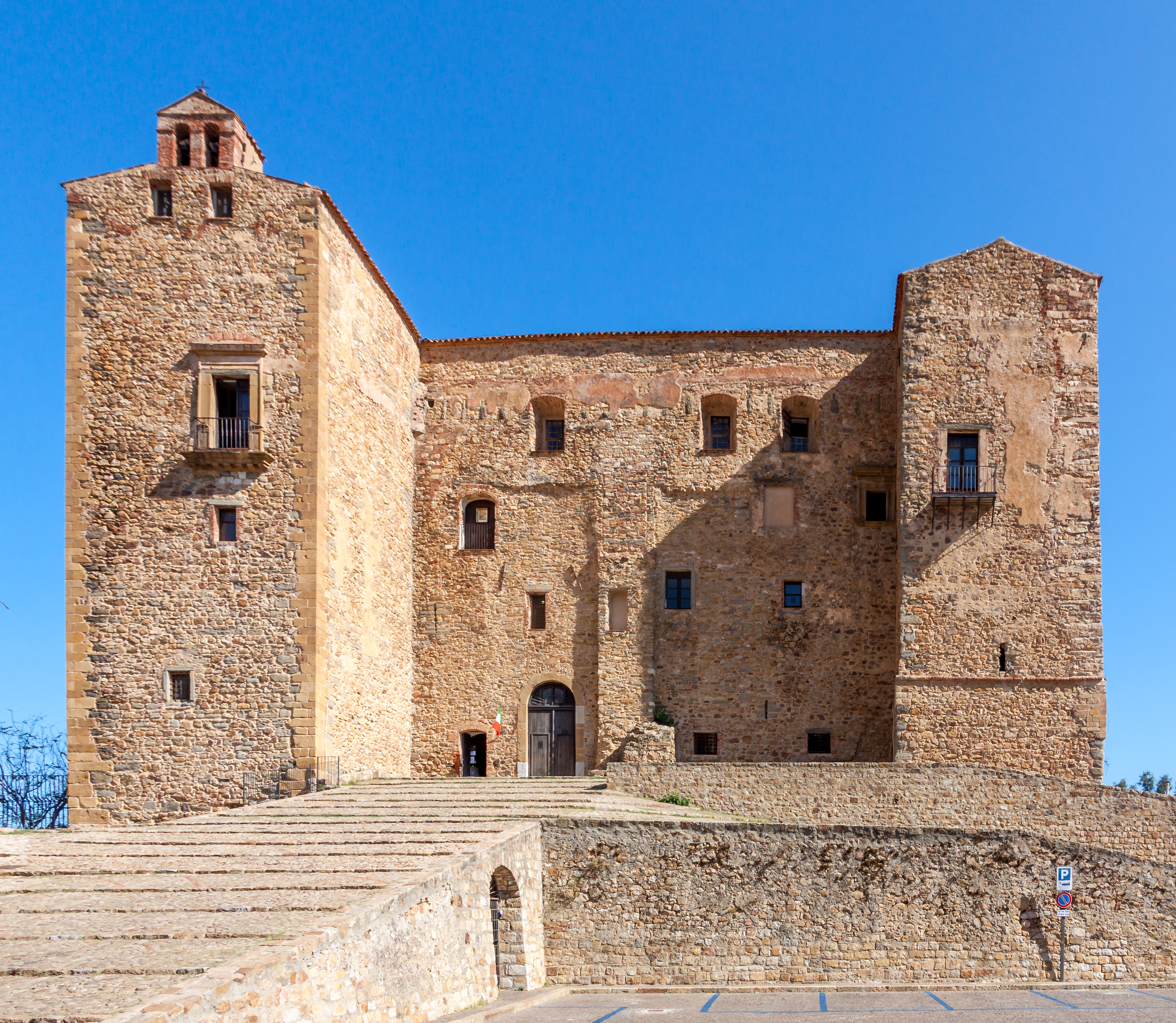
Burg Castelbuono, Sizilien
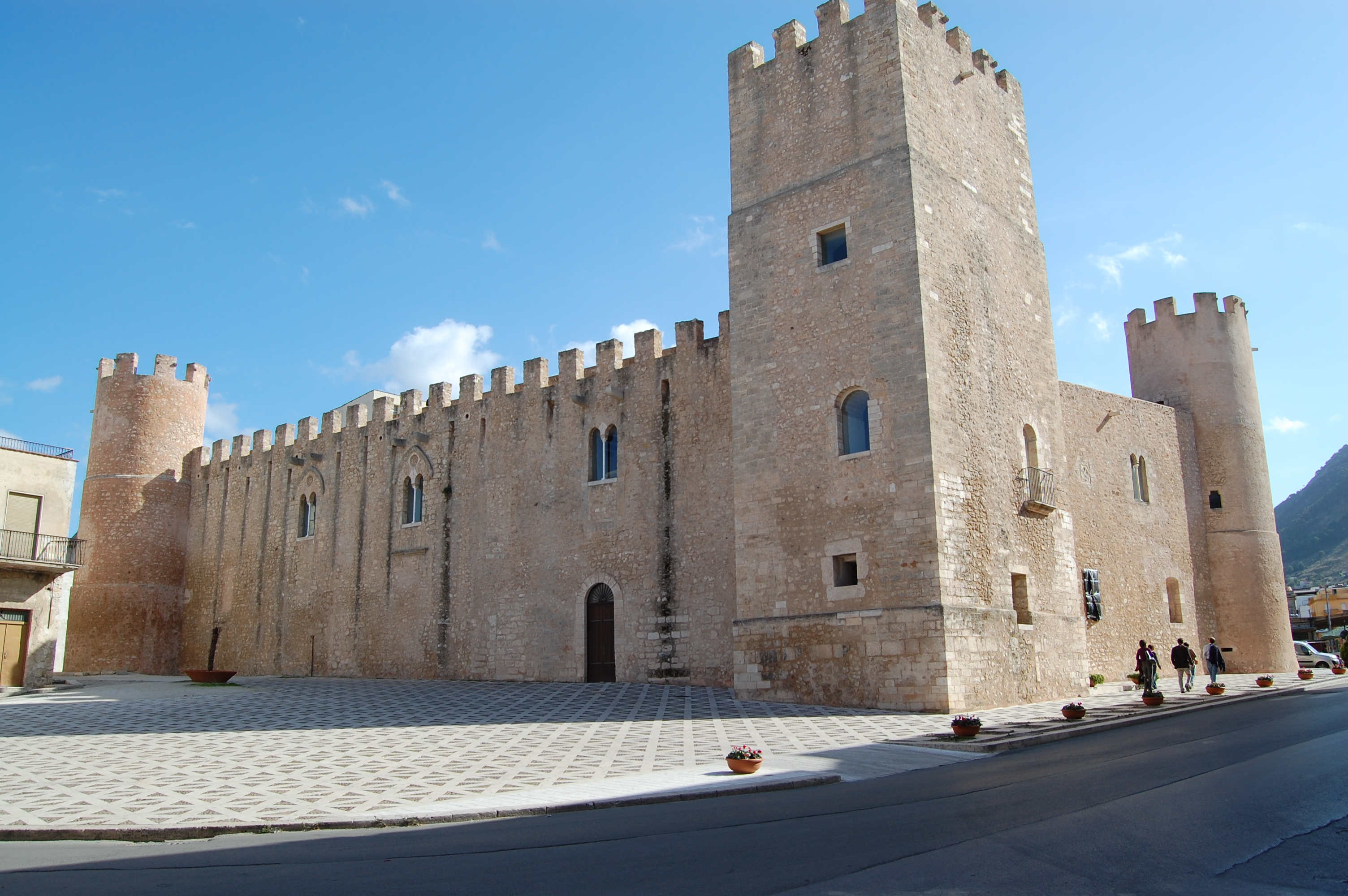
Burg Alcamo, Sizilien
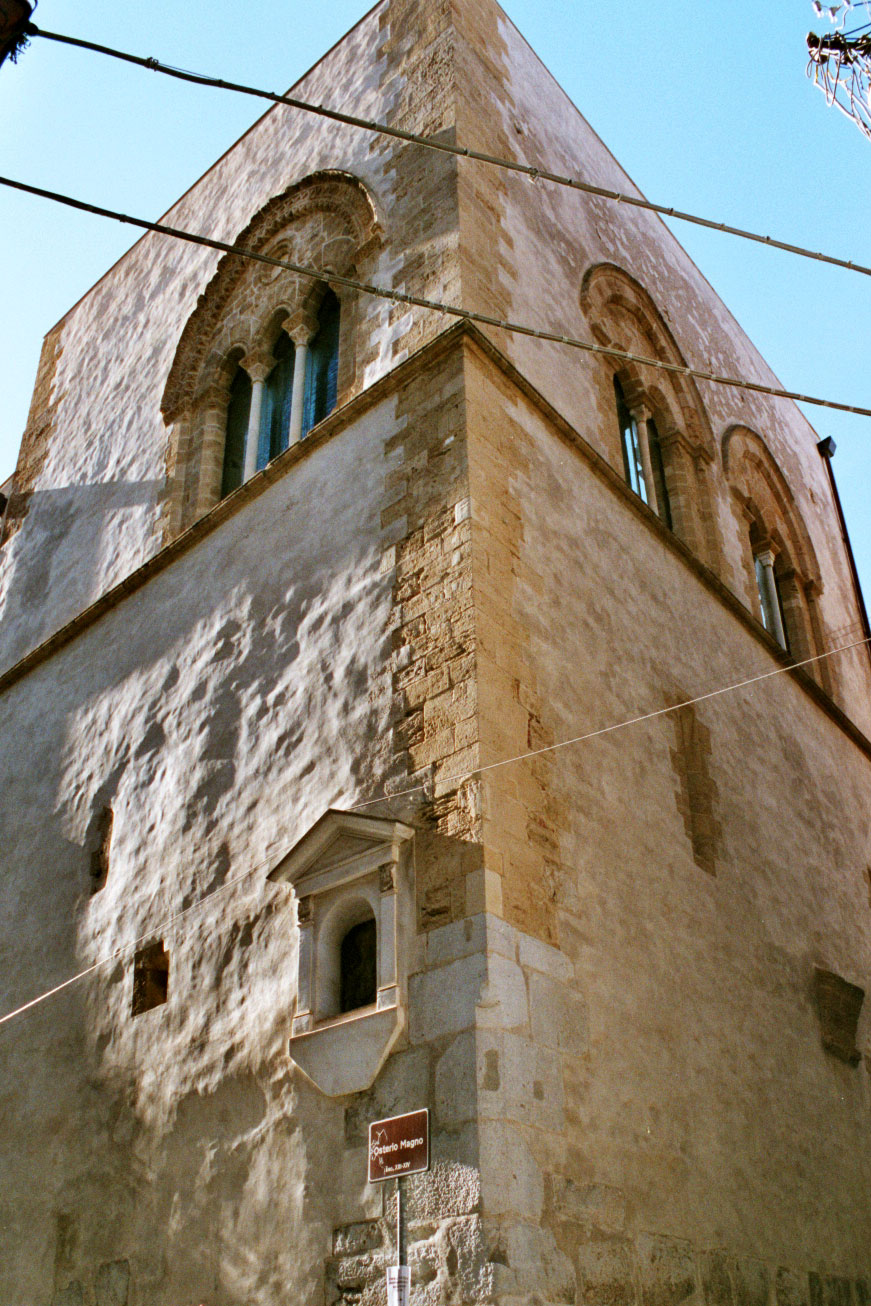
Osterio Magno in Cefalù
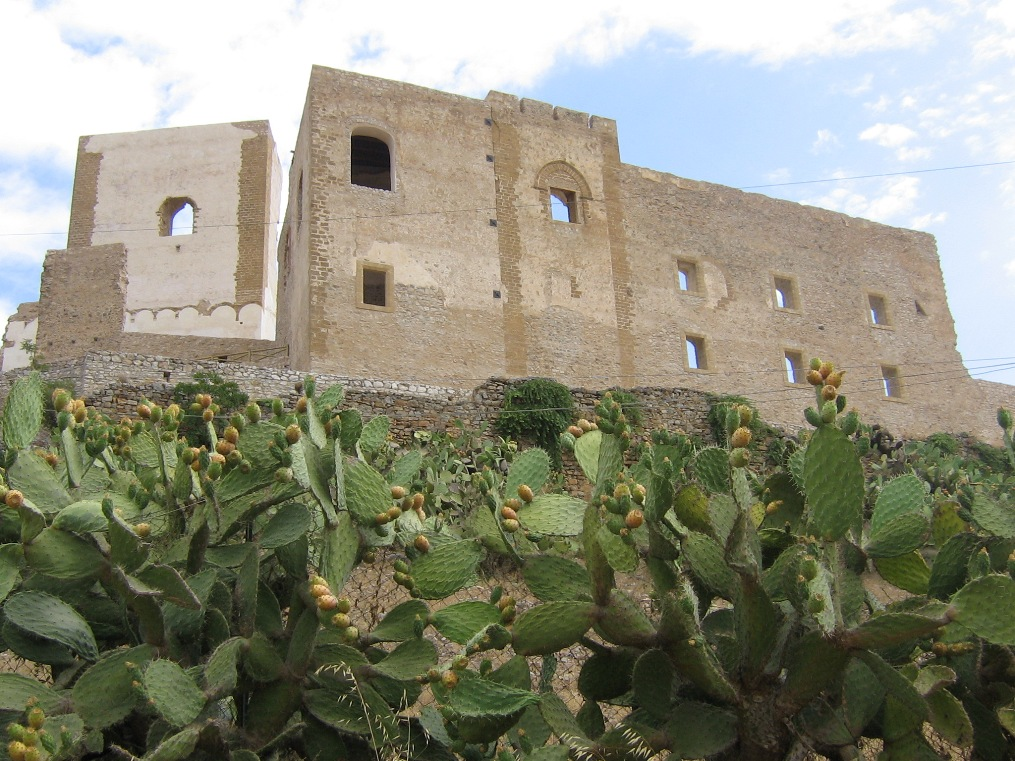
Kastell der Emire in Misilmeri

Die Ventimiglia di Geraci und del Bosco gehören neben den Alliata, Filangeri, Gravina, Lancia, Moncada, Notarbartolo, Paternò, Spucches, Stagno, Tomasi di Lampedusa, Valguarnera zu den großen Fürstenhäusern im einstigen Königreich Sizilien. Nach dem berühmten Roman Der Gattopardo werden diese auch bisweilen als Die Leoparden bezeichnet.

## Bekannte Familienmitglieder
- Giovanni I. Ventimiglia, Markgraf von Geraci und Herr von Castelbuono (1383–1475), Vizekönig von Sizilien, unter Alfons V. ab 1460 Regent im Königreich Neapel und im Königreich Sizilien
- Jean de Lascaris-Castellar (1560–1657), Großmeister des Malteserordens